# Santa Ana de Agostadero
Santa Ana de Agostadero är en ort i Mexiko.   Den ligger i kommunen Santa Cruz de Juventino Rosas och delstaten Guanajuato, i den centrala delen av landet, 230 km nordväst om huvudstaden Mexico City. Santa Ana de Agostadero ligger 1 853 meter över havet och antalet invånare är 130.
Terrängen runt Santa Ana de Agostadero är platt åt nordost, men åt sydväst är den kuperad. Terrängen runt Santa Ana de Agostadero sluttar söderut. Runt Santa Ana de Agostadero är det ganska tätbefolkat, med 134 invånare per kvadratkilometer. Närmaste större samhälle är Santa Cruz de Juventino Rosas, 7,7 km sydväst om Santa Ana de Agostadero. Trakten runt Santa Ana de Agostadero består till största delen av jordbruksmark.